# 철도전문대학 부속고등학교
철도전문대학 부속고등학교는 서울특별시 용산구에 있었던 국립 고등학교이다.

## 연혁
- 1967년: 용산공업고등학교에서 분리해 철도고등학교 개교
- 1979년: 철도전문대학 개교로 인해 철도전문대학 부속고등학교로 개편
- 1986년: 폐교

## 폐교 이후
폐교 이후, 학교 부지는 세계평화통일가정연합으로 매각되어 세계일보 사옥이 들어섰다. 이후 이 일대는 재개발되어 현재는 센트럴파크타워가 들어섰다.

## 같이 보기
- 한국교통대학교